# ساريق
ساريق هي مدينة ومقر مقاطعة قزيريق في ولاية صرخنداريا في أوزبكستان.